# Потік Хелмі

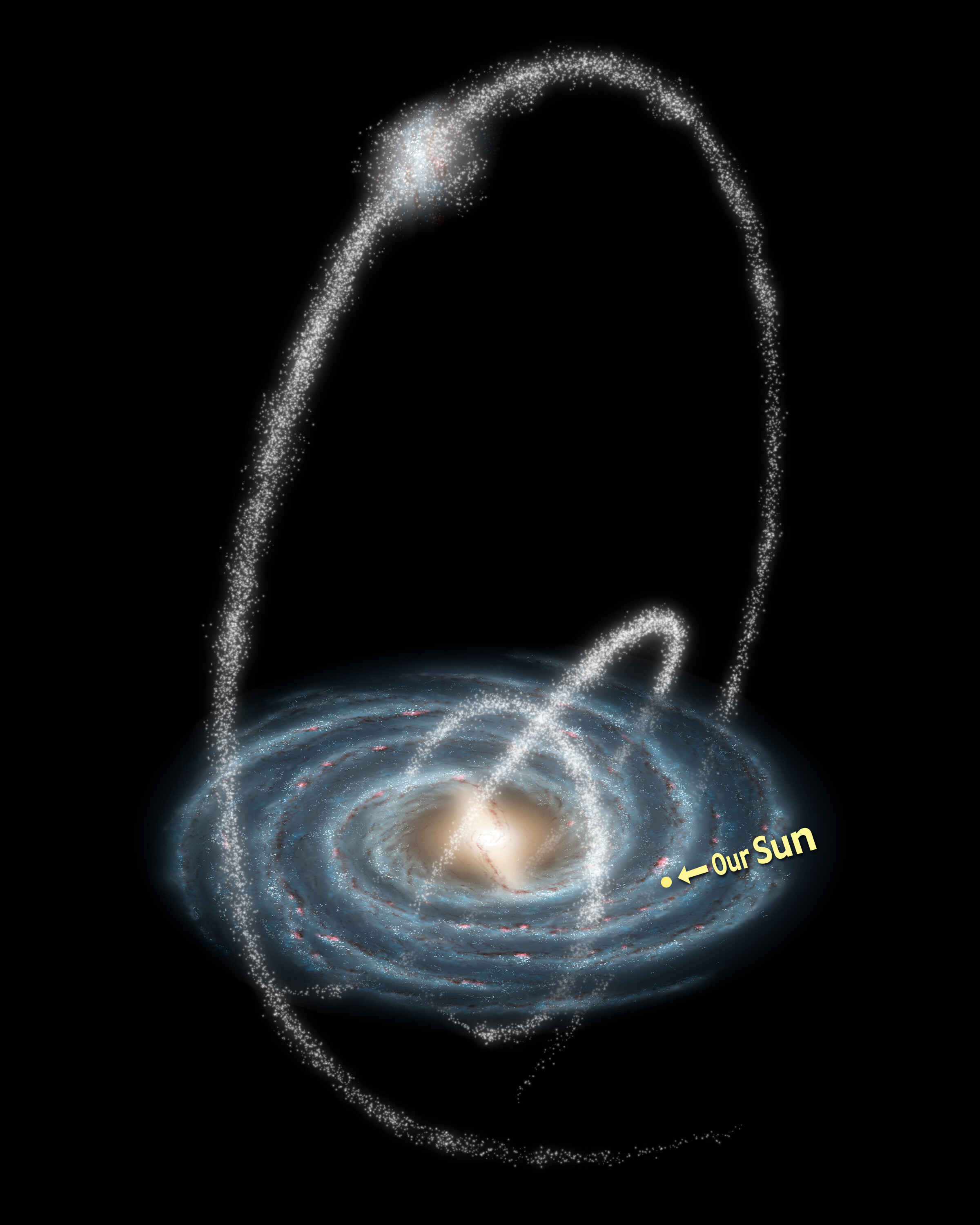
Зоряні потоки у Чумацькому Шляху, виявлені на 2007 рік

Потік Хелмі (англ. Helmi) — зоряний потік, який походить з карликової галактики, що більше не існує. Ця галактика колись була супутником Чумацького шляху. Відкритий у 1999 році.

Зараз являє собою декілька повних петель навколо Чумацького Шляху. Масса орієнтовно від 10 до 100 млн. M☉. Склад — старі зорі з дефіцитом важких елементів.

## Цікаві об'єкти
В листопаді 2010 року в зоряному потоці була знайдена позагалактична екзопланета HIP 13044 b.